# Danjoutin
Danjoutin település Franciaországban, Territoire de Belfort megyében. Lakosainak száma 3531 fő (2022. január 1.). Danjoutin Belfort, Andelnans, Bavilliers, Pérouse és Vézelois községekkel határos.

## Népesség
A település népességének változása:
| Lakosok száma | 3644 | 3707 | 3788 | 3715 | 3668 | 3620 | 3573 | 3541 | 3531 |
|               | 2013 | 2015 | 2016 | 2017 | 2018 | 2019 | 2020 | 2021 | 2022 |